# Pelts (Masters of Horror)
"Pelts" és el sisè episodi de la segona temporada de Masters of Horror, emès per primera vegada l'1 de desembre de 2006. El director és Dario Argento, i es basa en un conte breu de F. Paul Wilson. La pel·lícula és una història sobre pells d’os rentador sobrenaturalment belles (anomenades "llums de pi") que fan que qualsevol que vulgui treure'n profit cometi actes horribles. Meat Loaf protagonitza el comerciant de pells Jake Feldman, que troba aquestes belles pells i en fa un abric com a regal per a la bella ballarina Shanna (Ellen Ewusie), per tal de complir la seva fantasia de sexe amb ella. Com a resultat, les persones acaben cometent assassinats brutals i suïcidis adequats a les seves posicions en relació amb les pells sempre que els envolten.

## Argument
Jake Feldman és un comerciant de pells que vol desesperadament tenir sexe amb una stripper anomenada Shanna, que no té cap interès en ell. Un dels seus proveïdors, Jeb Jameson i el seu fill, van a un terreny privat propietat d'una dona vella coneguda com "Mare Mater" per atrapar animals. Troben que cada trampa conté un os rentador, i en Jameson ensenya al seu fill la manera adequada de matar-los: aixafar-los la tráquea amb una bota i, si sobreviuen, aixafar-li el crani amb un bat de beisbol.
Després del processament, totes les pells d’os rentador són perfectes i Jameson truca a Feldman per organitzar una venda. No obstant això, després que Jameson se'n va al llit, el seu fill Larry queda hipnotitzat per les pells penjades, després treu el bat de beisbol i mata el seu pare. Aleshores, en Larry obre una trampa i fica la cara, arrencant-se-la. Feldman i el seu assistent arriben l'endemà per descobrir les belles pells i Jameson i el seu fill morts. Roben les pells i procedeixen a fer un abric, que Feldman li demana a Shanna que modeli a l'exposició de pellers. Inspirat pel seu assistent, Feldman esbrina d'on van obtenir les pells els Jameson trobant el mapa de Jeb a la terra de la Mare Mater, i visita la Mare Mater per demanar-li uns quants osso rentadors per reproduir-se per a la seva pell.
La mare Mater diu que la raó per la qual adverteix a la gent de la seva terra és perquè els ossos rentadors han pres la tutela de les ruïnes de la ciutat perduda. Ella s'enfada i el persegueix, cridant que encara no han dit la seva. El tallador de pells, Sergio, es destripa amb les tisores després de tallar les pells. La modista, Sue Chin Yao, es tanca el nas, els ulls i la boca després d'acabar l'abric i després s'ofega. En Feldman només li preocupa que l'abric estigui acabat i el porta a l'apartament de la Shanna. Ella està fascinada per l'abric i amb ganes de modelar-lo, però Feldman diu que encara està pensant en altres models. Shanna veu això com una petició de sexe i està d'acord.
Després de tenir relacions sexuals, durant la qual Shanna porta l'abric de pell, Feldman diu que necessita el bany i alguna cosa afilada. Portant un ganivet amb ell, en Feldman es pela el seu propi tors i crea una armilla, que la porta a Shanna. Ella entra en pànic i corre cap a l'ascensor, aconseguint baixar-lo un pis abans que Feldman caigui per l'eix de l'ascensor darrere d'ella. Ella intenta escapar, però en Feldman li agafa la cama i la seva mà queda atrapada i aixafada a les portes. La policia troba els seus cossos i la pel·lícula acaba amb un dels policies fent una petjada sagnant.

## Temes
La història es pot veure com una sàtira fosca sobre la indústria de la pell; els mitjans de mort de les víctimes es basen tots en el que tracten les pells dels ossos rentadors. Això és inusual per a una pel·lícula de Dario Argento, ja que normalment evita els aspectes polítics a les seves pel·lícules.

## DVD
La pel·lícula es va estrenar en DVD el 13 de febrer de 2007. Va ser el dinovè episodi a l'emissió i el catorzè a ser llançat en DVD.